# ماريا جواو كوهلر
ماريا جواو كوهلر (بالبرتغالية: Maria João Koehler‏) مواليد 8 أكتوبر 1992 في بورتو، هي لاعبة كرة مضرب برتغالية وتحتل حالياً المرتبة 809 (27 يوليو 2015) في تصنيف رابطة محترفات كرة المضرب. أعلى تصنيف لها كان 102.

## الخط الزمني للأداء
مفتاح
| ف | ن | ن.ن | ر.ن | د# | د.م | ل | أ.أ | ت | غ | ب | ف | ذ | م.خ | ل.ت |

(ف) فاز بالبطولة (ن) وصل النهائي (ن.ن) نصف النهائي (ر.ن) ربع النهائي (د#) الأدوار الأربعة الأولى (د.م) دور المجموعات (ل) شارك في كأس ديفيز (أ.أ) خرج من الأدوار الاولى (ت) خسر التصفيات التأهيلية (غ) غاب عن الحدث أو البطولة (ب) حصل على ميدالية برونزية (ف) حصل على ميدالية فضية (ذ) حصل على ميدالية ذهبية (م.خ) بطولة الماسترز خُفضت إلى مرتبة أقل (ل.ت) البطولة لم تعقد في السنة المعينة.
لتجنب الارتباك وازدواجية الحساب، يتم تحديث هذه المعلومات إما في نهاية البطولة، أو عندما تكون مشاركة اللاعب في البطولة قد انتهت.

### الفردي
| الدورة            | 2011 | 2012 | 2013 | 2014 | ف-خ |
| ----------------- | ---- | ---- | ---- | ---- | --- |
| أستراليا المفتوحة | غ    | د1   | د2   | ت1   | 1–2 |
| فرنسا المفتوحة    | غ    | غ    | د1   | غ    | 0–1 |
| بطولة ويمبلدون    | غ    | ت2   | د1   | غ    | 0–1 |
| أمريكا المفتوحة   | ت1   | ت2   | د1   | غ    | 0–1 |
| فوز-خسارة         | 0–0  | 0–1  | 1–4  | 0–0  | 1–5 |

## روابط خارجية
- ماريا جواو كوهلر على موقع رابطة محترفات التنس (الإنجليزية)
- ماريا جواو كوهلر على موقع الاتحاد الدولي لكرة المضرب (الإنجليزية)
- ماريا جواو كوهلر على موقع كأس بيلي جين كينغ (الإنجليزية)
- ماريا جواو كوهلر على موقع خلاصة التنس.كوم (الإنجليزية)